# خرفخانه‌های تنگ لرون
خرفخانه‌های تنگ لرون مربوط به دوره اشکانیان - دوره ساسانیان است و در شهرستان بوانات، بخش مرکزی، دهستان باغستان، ۲ کیلومتری شمال روستای پیر مراد، ۲ کیلومتری شمال جاده آسفالته سوریان به صفاشهر واقع شده و این اثر در تاریخ ۲۶ اسفند ۱۳۸۶ با شمارهٔ ثبت ۲۱۹۳۱ به‌عنوان یکی از آثار ملی ایران به ثبت رسیده است.